# ジャックナイフの夏
「ジャックナイフの夏」は、堀ちえみの18枚目のシングル。1986年4月21日にキャニオン・レコードよりリリースされた。

## 解説
- Light House Projectによる打ち込みアレンジ。（堀のそれまでの楽曲の伴奏はほとんど生楽器演奏であった）
- 鼻にかけた歌い方をしているが、これはディレクターである渡辺有三の指示によるもの。（CD-BOXブックレットより）
- オリコンチャートでは週間最高が12位。前作「夢千秒」は1986年3月に放送終了した日本テレビ系『ザ・トップテン』は最高10位にランクされたが、このシングル以降1987年に芸能界を一時引退迄、次番組『歌のトップテン』へ10位以内にランクインされることは一度も無かった。

## 収録曲
1. ジャックナイフの夏
  - 作詞：売野雅勇／作曲：タケカワユキヒデ／編曲：LightHouse Project
2. ハートブレイクRHAPSODY
  - 作詞：神沢礼江／作曲：矢島賢、マキ／編曲：LightHouse Project